# Vincent Muratori
Vincent Muratori (Orange, 3 augustus 1987) is een Franse voetballer die bij voorkeur als linksachter speelt. Hij debuteerde in 2007 in het eerste elftal van AS Monaco. In juli 2012 stapte hij transfervrij over naar AS Nancy.

## Carrière
- 2002-2012 : AS Monaco
- 2012-heden : AS Nancy